# 서울특별시의 사찰 목록
대한민국의 서울특별시에 있는 사찰의 목록은 문화관광부의 2005년 5월 자 자료를 기본으로 하여 빠진 내용을 추가한 것들이다.
| 사찰   | 한자   | 주소                                | 종파   | 링크                             |
| ------ | ------ | ----------------------------------- | ------ | -------------------------------- |
|        |        |                                     |        |                                  |
| 옥천암 | 玉川庵 | 서울특별시 서대문구 홍지문길 1-38   | 조계종 | 보관됨 2011-10-03 - 웨이백 머신  |
| 용굴암 | 龍窟庵 | 서울특별시 노원구 상계4동 산154-1   | 조계종 | 보관됨 2011-10-03 - 웨이백 머신  |
| 용덕사 | 龍德寺 | 서울특별시 강북구 삼양로 587-1      | 조계종 | 보관됨 2011-10-03 - 웨이백 머신  |
| 용암사 | 龍岩寺 | 서울특별시 은평구 진관동 산51       | 선학원 | 보관됨 2011-10-03 - 웨이백 머신  |
| 원통사 | 圓通寺 | 서울특별시 도봉구 도봉로169길 520   | 조계종 | 보관됨 2010-11-25 - 웨이백 머신  |
| 인왕사 | 仁王寺 | 서울특별시 종로구 통일로18가길 16-1 | 본원종 | 보관됨 2011-06-04 - 웨이백 머신  |
| 일선사 | 一禪寺 | 서울특별시 종로구 평창6길 79-141    | 선학원 | 보관됨 2011-06-04 - 웨이백 머신  |
| 자운암 | 慈雲庵 | 서울특별시 관악구 관악로 1          | 태고종 | [ 깨진 링크 ( 과거 내용 찾기 ) ] |
|        |        |                                     |        |                                  |

## 같이 보기
- 한국의 사찰 목록